# Hurbanova Ves
Hurbanova Ves es un municipio del distrito de Senec en la región de Bratislava, Eslovaquia, con una población estimada a final del año 2024 de 702 habitantes.
Se encuentra ubicado al sureste de la región, en el valle del río Morava y cerca de la frontera con la región de región de Trnava y con Austria.

## Demografía
| Año        | 1994 | 2004     | 2014     | 2024      |
| ---------- | ---- | -------- | -------- | --------- |
| Población  | 212  | 263      | 303      | 702       |
| Diferencia |      | +24,05 % | +15,20 % | +131,68 % |

| Año        | 2023 | 2024    |
| ---------- | ---- | ------- |
| Población  | 682  | 702     |
| Diferencia |      | +2,93 % |